# Batjo Kiro
Batjo Kiro (bulgariska: Бачо Киро) är en grotta i Bulgarien.  Den ligger i regionen Gabrovo, i den centrala delen av landet, 170 kilometer öster om huvudstaden Sofia.
Bacho Kirogrottan ligger 5 km väster om staden Drjanovo Bulgarien, bara 300 m från klostret i Drjanovo. Grottan är omgiven av Andaka och Dryanovo-flodens kanjonerna. Grottan öppnades 1890 och de första turistbesökarna kom till grottan 1938, två år innan grottan döptes om för att hedra den bulgariska nationella väckelseledaren, läraren och revolutionären Bacho Kiro. Grottan är en labyrint med fyra våningar av gallerier och korridorer med en total längd på 3 600 meter, varav 700 m underhålls för underlätta allmänhetens tillträde och denna del är utrustade med elektriska lampor sedan 1964. En underjordisk flod har med tiden skapat de många gallerierna som innehåller otaliga vackra formationer av droppstenar. Gallerier och grottor i en 1,200 m  lång sektion har namngivits i denna sagolika underjordiska värld. Formationerna här kallas i ordningsföljd: Bacho Kiros tron, Dvärgarna, Den sovande prinsessan, Tronhallen, Mottagningshallen, Haidouti mötesplats, Fontänen och offeraltaret. 

## Omgivningarna, klimat och växtlighet
Terrängen runt Batjo Kiro är kuperad, och sluttar norrut. Den högsta punkten i närheten är 656 meter över havet, 2,1 kilometer söder om Batjo Kiro. Närmaste större samhälle är Gabrovo, 9,3 kilometer sydväst om Batjo Kiro.
I omgivningarna runt Batjo Kiro växer i huvudsak lövfällande lövskog. Området runt Batjo Kiro är tätbefolkat, med 120 invånare per kvadratkilometer.  Trakten ingår i den boreala klimatzonen. Årsmedeltemperaturen i trakten är 10 °C. Den varmaste månaden är augusti, då medeltemperaturen är 20 °C, och den kallaste är december, med −1 °C. Genomsnittlig årsnederbörd är 1 066 millimeter. Den regnigaste månaden är maj, med i genomsnitt 142 mm nederbörd, och den torraste är november, med 50 mm nederbörd.

## Fynd av mänskliga kvarlevor
Platsen har gett fynd av de äldsta mänskliga kvarlevorna som någonsin hittats i Bulgarien. Vid en av de tidigaste kända  begravningarna från aurignacien i lager 11 hittades två genomborrade djurtänder. C-14 dateringar gav ett värde över 43 000 år, och de representerar för närvarande de äldsta kända ornamenten i Europa. Med en ungefärlig ålder på 46 000 år har de äldsta mänskliga fossilerna , som består av ett par fragmenterade underkäkar inklusive minst en molar (kindtand), också ett åldersrekord. Huruvida dessa fossil faktiskt var Homo sapiens eller Neandertalare var osäkert tills en morfologisk analys av en tand och mitokondriellt DNA av benfragment fastställde att resterna härrörde från homo sapiens. I proverna F6-620 och AA7-738 identifierade mitokondriell haplogrupp M, i proverna WW7-240 och CC7-335 bestämdes mitokondriell haplogrupp N, i prov CC7-2289 identifierade mitokondriell haplogrupp R, i prov av BK-1653 identifierad mitokondriell haplogrupp U8.
En studie av de fossil som hittades i grottan vid  Bacho Kiro, drog slutsatsen att moderna människor från övre paleolitikum hade neandertalgener, vilket bekräftar att moderna människor parade sig med neandertalare. Alla tre individerna som studerades hade Neandertalförfäder några få generationer tillbaka i sin familjehistoria vilket bekräftar att de första moderna människorna i Europa blandades upp med neandertalarna och att detta kan ha varit vanligt förekommande.